# 巴布卡蛋糕
巴布卡蛋糕（英語：Babka cake）是一種主要流行在中歐和東歐地區的酵母蛋糕。是猶太人的节日面包。基督徒和猶太教徒的巴布卡並不相同。基督徒的巴布卡是一種海綿蛋糕，流行在中歐和東歐地區。在波蘭、保加利亞、馬其頓、烏克蘭和阿爾巴尼亞，巴布卡等地為在復活節時食用。猶太人的巴布卡則起源於東歐的猶太人，並且現在在北美猶太人中流行。